# Gran Premi d'Hongria de motociclisme
El Gran Premi d'Hongria de motociclisme fou un esdeveniment esportiu que es disputà en 2 ocasions entre el 1990 i el 1992 a Hungaroring, dins del calendari del Campionat del món de motociclisme.
El Gran Premi d'Hongria es recuperarà per a la temporada del 2025 i tindrà lloc, a partir d'aleshores, al circuit de Balaton Park.
A 25 d'abril de 2025

## Noms oficials i patrocinadors
- 1990: Magyar Nagydíj (sense patrocinador oficial)[1]
- 1992: HB Magyar Nagydíj[2]

## Circuits emprats antigament

Hungaroring, emprat els anys 1990 i 1992.
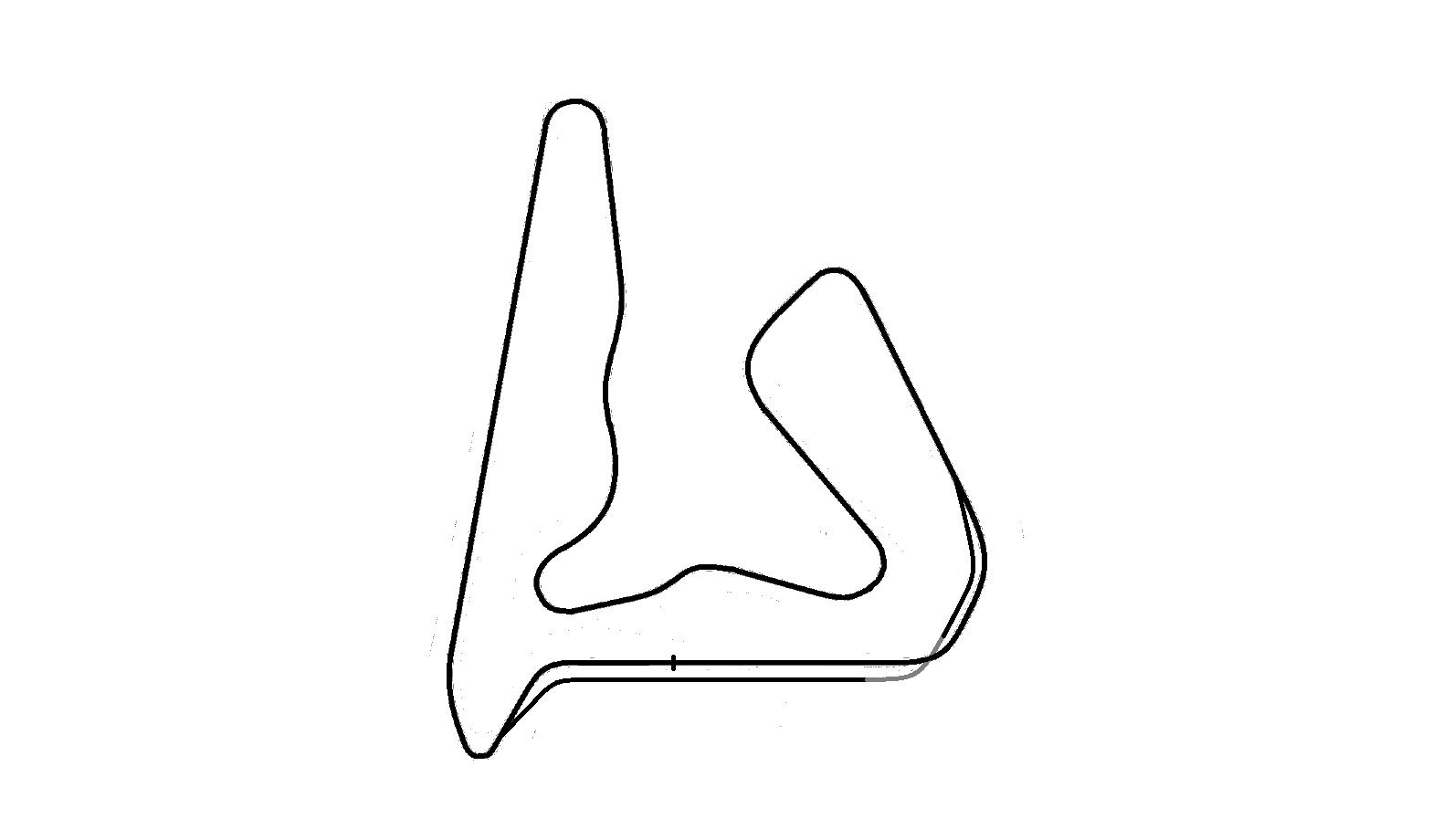
El projecte no realitzat de l'Hungarian National Motordrome, que s'havia d'haver emprat el 2023.

## Guanyadors múltiples

### Constructors
| # Victòries | Constructor | Victòries | Victòries |
| # Victòries | Constructor | Categoria | Anys      |
| ----------- | ----------- | --------- | --------- |
| 3           | Honda       | 500cc     | 1990      |
| 3           | Honda       | 250cc     | 1992      |
| 3           | Honda       | 125cc     | 1990      |

## Guanyadors per any
| Any  | Circuit     | 125 cc              | 125 cc  | 250 cc        | 250 cc | 500 cc       | 500 cc | Detalls |
| Any  | Circuit     | Pilot               | Moto    | Pilot         | Moto   | Pilot        | Moto   | Detalls |
| ---- | ----------- | ------------------- | ------- | ------------- | ------ | ------------ | ------ | ------- |
| 1992 | Hungaroring | Alessandro Gramigni | Aprilia | Luca Cadalora | Honda  | Eddie Lawson | Cagiva | Detalls |
| 1990 | Hungaroring | Loris Capirossi     | Honda   | John Kocinski | Yamaha | Mick Doohan  | Honda  | Detalls |